# Contessa
Contessa es una serie de televisión filipina transmitida por GMA Network desde el 19 de marzo de 2018. Está protagonizada por Glaiza de Castro y Lauren Young.
- Datos: Q46607764